# Championnat de Suisse de football 1956-1957
Le championnat de Suisse de football de Ligue nationale A 1956-1957 voit la consécration du BSC Young Boys. Les Bernois s'adjugent un titre attendu depuis vingt-huit ans. Appliquant la tactique du WM, ils disposent de la meilleure défense du championnat avec le gardien Walter Eich et le monumental stoppeur Willy Steffen et sont invaincus sur leur terrain du Wankdorf. Le Chaux-de-Fonnier Adriano Kauer est sacré meilleur buteur de la saison, avec 29 réussites.

## Format
Le championnat se compose de 14 équipes. Les deux derniers sont relégués en Ligue nationale B.

## Classement final
| Place | Club                   | Pts | J  | V  | N | D  | Buts + | Buts - | Diff. |
| 1er   | BSC Young Boys         | 45  | 26 | 21 | 3 | 2  | 76     | 22     | +54   |
| 2e    | Grasshopper Zürich     | 41  | 26 | 19 | 3 | 4  | 82     | 30     | +52   |
| 3e    | FC La Chaux-de-Fonds   | 38  | 26 | 17 | 4 | 5  | 87     | 35     | +52   |
| 4e    | FC Bâle                | 34  | 26 | 15 | 4 | 7  | 53     | 38     | +15   |
| 5e    | Urania Genève Sport    | 30  | 26 | 12 | 6 | 8  | 38     | 34     | +4    |
| 6e    | AC Bellinzone          | 28  | 26 | 10 | 8 | 8  | 37     | 42     | -5    |
| 7e    | Lausanne-Sports        | 27  | 26 | 11 | 5 | 10 | 44     | 37     | +7    |
| 8e    | Servette FC            | 26  | 26 | 9  | 8 | 9  | 40     | 44     | -4    |
| 9e    | FC Chiasso             | 25  | 26 | 10 | 5 | 11 | 46     | 62     | -16   |
| 10e   | FC Lugano              | 17  | 26 | 6  | 5 | 15 | 39     | 51     | -12   |
| 11e   | FC Winterthur          | 16  | 26 | 6  | 4 | 16 | 43     | 67     | -24   |
| 12e   | Young Fellows Zurich 1 | 14  | 26 | 4  | 6 | 16 | 30     | 67     | -37   |
| 13e   | FC Zurich 1            | 14  | 26 | 5  | 4 | 17 | 34     | 61     | -27   |
| 14e   | FC Schaffhouse         | 9   | 26 | 1  | 7 | 18 | 26     | 85     | -59   |

1 Young Fellows Zurich et FC Zurich ayant terminé avec le même nombre de points, un match de barrage sera nécessaire pour les départager.

### Qualifications européennes
- BSC Young Boys : deuxième tour de la Coupe des clubs champions européens

### Match de barrage
| Date         | Vainqueur            | Finaliste | Score | Lieu                      |   |
| 23 juin 1957 | Young Fellows Zurich | FC Zurich | 2 - 1 | Stade du Hardturm, Zurich | * |

 *  - après prolongation

### Relégations
- FC Zurich et FC Schaffhouse sont relégués en Ligue nationale B
- FC Bienne et FC Granges sont promus en Ligue nationale A

## Résultats complets
RSSSF